# Слива карликова
Слива карликова, мікровишня карликова (Prunus pumila) — вид квіткових рослин із підродини мигдалевих (Amygdaloideae).

## Біоморфологічна характеристика

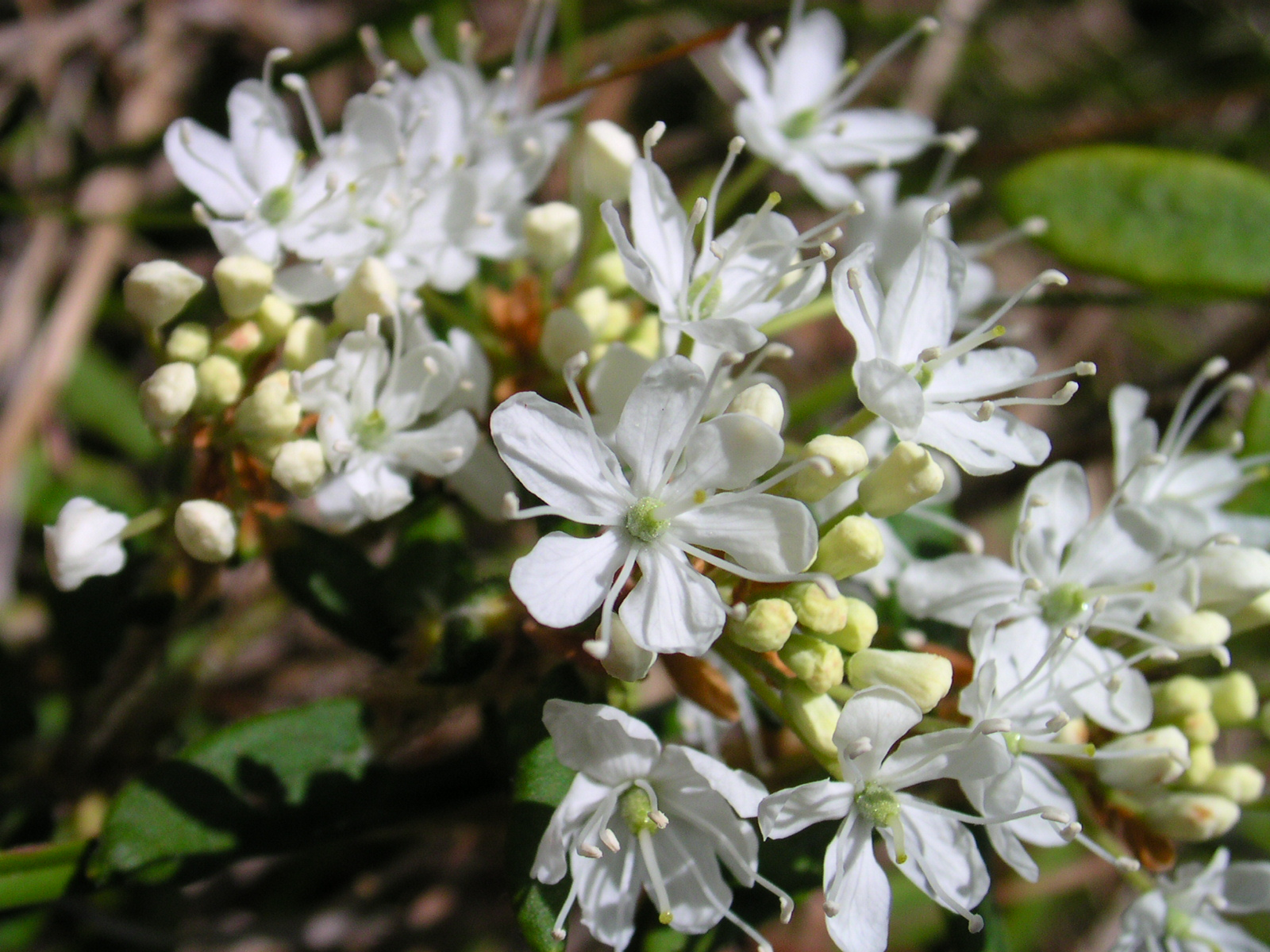
квітки

Це кущ, 1–15(25) дм, без шипів. Гілочки голі чи рідко чи густо запушені (var. susquehanae). Листки опадні; ніжка 2–10(13) мм, гола чи волосиста лише в молодості, іноді залозиста дистально чи по краях біля основи пластини; пластина еліптична, зворотно-ланцетна чи зворотно-яйцювата, 2.5–8 × 0.8–3 см, краї від зубчастих до зазубрених у дистальних 1/2–2/3, зубці гострі чи тупі, іноді залозисті, верхівка від короткого загостреної до округленої, поверхні голі. Суцвіття — 2–5-квіткові, зонтикоподібні пучки. Квіти розпускаються до появи листя; чашолистки від випростаних до відігнутих, напівкруглі, 1.3–2.8 мм, краї залозисто-зубчасті, поверхні голі; пелюстки білі, зворотно-ланцетні, довгасті чи майже округлі, 3–9 мм. Кістянки від темно-пурпурного до майже чорного забарвлення, від майже кулястих або широко-еліпсоїдні, 6–12 мм, голі; мезокарпій м'ясистий; кісточки майже кулясті, яйцеподібні чи веретеноподібні, не сплощені.

## Поширення, екологія
Поширений у Канаді та США: Колорадо, Іллінойс, Індіана, Айова, Канзас, Мен, Манітоба, Массачусетс, Мічиган, Міннесота, Монтана, Небраска, Нью-Брансвік, Нью-Гемпшир, Нью-Джерсі, Нью-Йорк, Північна Дакота, Огайо, Онтаріо, Орегон, Пенсільванія, Квебек, Саскачеван, Південна Дакота, Теннессі, Юта, Вермонт, Вірджинія, Вісконсин, Вайомінг. Цей вид зустрічається на піщаних пагорбах, відкритих рівнинах, скелястих схилах і/або берегах.

## Використання
Плоди їдять сирими чи приготовленими. Плоди має насичений і приємно кислий смак, хоча іноді вони злегка гіркуваті.
Рослина вважається дюнобудівним видом. Вид має глибоку кореневу мережу, яка допомагає стабілізувати пісок, сприяючи вторгненню інших видів рослин і колонізації безхребетних, які «будують ґрунт», таких як мурахи. Він найбільш поширений на дюнах віком 55 років або менше, і його кількість зменшується в міру старіння дюн.
З листя можна отримати зелений барвник. З плодів можна отримати барвник від темно-сірого до зеленого.
Використовується як підщепа для вишні, персиків, абрикосів і слив. Рослина (особливо var besseyi) використовувалася для створення гібридів з персиком, абрикосом і сливою. Отримані сорти, як правило, досить зимостійкі та зацвітають пізніше навесні, що призводить до меншої шкоди від весняного вимерзання. Гібриди з персиком здебільшого безплідні, а з японською сливою високоплідні.